# Université Fédérale Toulouse Midi-Pyrénées
 Der er for få eller ingen kildehenvisninger i denne artikel, hvilket er et problem. Du kan hjælpe ved at angive troværdige kilder til de påstande, som fremføres i artiklen.

Université Fédérale de Toulouse Midi-Pyrénées (UFTMP) ligger i den fransk delstat Midi-Pyrénées og regnes for at være blandt verdens førende tekniske universiteter. 
UFTMP vægter især uddannelse indenfor naturvidenskab (ingeniøruddannelser) samt forskning på internationalt topplan. 
Forskere på UFTMP har gjort sig fortjent til ikke mindre end 1 nobelpriser.